# Bruno Wurster
Bruno Carlos Wurster (* 8. Juni 1939 in Bern; † 3. Juni 2003 ebenda) war ein Schweizer Maler, Grafiker, Radierer und Lithograf abstrakter Stilrichtung.

## Leben
Bruno Wurster wurde als einziges Kind von Otto Wurster und Irmgard Wurster-Burri in Bern geboren. Der Vater war Kaufmann in leitender Position, die Mutter hatte an den Konservatorien in Bern und Dresden Klavier studiert. Die beiden führten ein offenes Haus mit grossem Freundeskreis zu dem viele Künstler, unter ihnen Lily und Paul Klee, später auch deren Sohn Felix mit seiner Familie zählten. Früh an Kinderlähmung erkrankt, konnte Bruno nur lückenhaft öffentliche Schulen besuchen; deswegen liessen ihn die Eltern privat unterrichten und förderten seine Begabung fürs Malen. Im eigenen Atelier übte sich der werdende Künstler in verschiedenen Techniken der Malerei und begann 1952/53 seine Werke der Öffentlichkeit vorzustellen. Ab 1959 beteiligte er sich an den Weihnachtsausstellungen Bernischer Künstler in der Kunsthalle Bern. 1957/58 belegte Wurster an der Kunstgewerbeschule Bern einen Kurs in Tierzeichnen bei Hans Schwarzenbach und im Wintersemester 1958/59 Kulturgeschichte bei O. Michel. Während seiner Zeit als Volontär beim Verlag Kümmerly & Frey erwarb er erste Kenntnisse im grafischen Bereich. 1959–1961 war er Schüler an der Malschule Max von Mühlenen in Bern. In Weiterbildungskursen bei Peter Zeiler in München übte er Aktzeichnen und erlernte an der Atelier-Malschule das Collagieren. 1962 belegte er zwei Semester an der Akademie der Bildenden Künste München bei Franz Nagel. Danach folgten fünf Semester an der Akademie der Bildenden Künste Nürnberg bei Hermann Wilhelm und Ernst Weil.
Nach seiner Heirat mit der Physiotherapeutin Renate Wurster geb. Heydel (1938–2022) bezog das Paar eine Wohnung mit Atelier im elterlichen Haus am Steinhölzliweg und blieb zeitlebens dort.
Wurster starb am 3. Juni 2003 in einem Berner Spital. Sein Nachlass befindet sich im ArchivArte in Bern.

## Werk
1970 begannen die Tiefdruckarbeiten Wursters Schaffen zu prägen, vor allem Radierungen und Aquatinta, vorerst noch in Schwarz-Weiss. Den Druck besorgte Fritz Karlen von der Eidgenössischen Landestopographie und Walter Casserini in Thun. Auf der 1976 erworbenen grossen Tiefdruckpresse, die er im Untergeschoss aufstellen liess, entstanden Werke in grosser Zahl. Es begann eine reiche Schaffensphase. In Reisefotos vom Norden Deutschlands und der Insel Sylt hielt er seine Eindrücke fest, um sie zuhause auszuwerten. Reisen nach Korsika und Lanzarote und besonders der Weltstadt New York fanden ebenfalls ihren Niederschlag in seinen Arbeiten.

## Künstlerfreunde
Ein wichtiger Aspekt seines Lebens stellte die Musik dar. Doch war es mehr das Hören und Analysieren, als das selbst Musizieren. Wurster pflegte Kontakte zu Musikern und Komponisten wie etwa seinem Jugendfreund Urs Peter Schneider, der sein 1973 uraufgeführtes Werk Zähler Renate und Bruno Wurster widmete. Er pflegte Briefkontakte mit dem koreanischen Komponisten Isang Yun, mit György Ligeti, Sándor Veress, Mario Venzago, Augustinus Franz Kropfreiter, Ernst Ludwig Leitner und Roland Moser. Mit dem Lyriker Peter Weibel war er bis zu seinem Tod freundschaftlich verbunden. 1983 erschien eine Mappe mit fünf Radierungen zu fünf lyrischen Texten des Autors.

## Ausstellungen  (Auswahl)

### Gruppenausstellungen
- 1953: Grüne Galerie, Bern «17 Berner Maler»
- 1955: Xe Salon des réalités nouvelles im Palais des Beaux-Arts de la ville de Paris
- 1956: Schweizerische Kunstausstellung Basel 1956, Schweizer M
- 1959–1989: Kunsthalle Bern, Teilnahme an den Weihnachtsausstellungen Bernischer Künstler
- 1960: «Cercle Artistic de Sant Luc», Barcelona, mit Christian Megert
- 1965: Galerie Bürdeke, Zürich, Kollektivausstellung
- 1966: Fränkische Galerie, Nürnberg, Ausstellung der Künstlergruppen «Die Hütte» und «Der Kreis»
- 1969: Galerie Hellhof, Kronberg im Taunus/Frankfurt a. M.
- 1971: Galerie Corner, Basel, mit Peter Kohler
- 1972: Berner Galerie, Bern, Preisträger des Louise Aeschlimann-Stipendiums 1972 (Rudolf Jungi, René Ramp, Reini Rühlin, Urs Stoss, Bruno Wurster)
- 1975: Kunsthalle Bern «Grossformate» 3. Berner Kunstausstellung in Zusammenarbeit mit der GSMBA/Sektion Bern
- 1979: National Art Center, New York «Swiss Artists», Exhibition of graphic Art
- 1983: Galerie Atelier Worb, Worb, mit Präsentation der «Mappe 1983» (Peter Weibel: fünf lyrische Texte und Bruno Wurster: fünf Radierungen)
- 1986: Sektionsausstellung GSMBA Bern, Kunsthalle Bern und Kunstmuseum Bern

### Einzelausstellungen
- 1989: Galerie Zähringer, Bern
- 1990: Galerie Lysistrata, Bremen
- 1999: Galerie Herzog, Büren zum Hof, Ausstellung zum 60. Geburtstag
- 2005: Retrospektive Ausstellung im Schlösschen Vorder-Bleichenberg, Biberist
- 2013: Ausstellung in Köniz[4]

## Auszeichnungen
- 1964: Aufmunterungspreis des Eidgenössischen Kunststipendiums
- 1972: Louise Aeschlimann-Stipendium der Bernischen Kunstgesellschaft
- 2007: Wegtaufe «Bruno Wurster-Weg», Liebefeld (Memento vom 21. September 2013 im Internet Archive)